# サザン・ロック
サザン・ロック（英: Southern Rock）とはブギー（ブギウギ）、ブルース、R&Bやカントリーなど、アメリカ南部のルーツ・ミュージックの影響を受けたロックのジャンルである。サザンロック・バンドの場合、メンバーの多くが旧アメリカ南部連邦11州出身の傾向がある。

## 歴史
1960年代末から1970年代初頭には、ジョン・フォガティ率いるCCRやレオン・ラッセル、デラニー&ボニーらが登場したが、彼らは「スワンプ・ロック」と呼ばれる場合がある。
オールマン・ブラザーズ・バンドは60年代末にブルース・ロック・バンドとしてスタートした。後に彼らの曲はカントリー・ロックの影響を受ける。1972年の『イート・ア・ピーチ』の「ブルー・スカイ」は、サザンロックの1つと分類できる。これはギタリストのドウェイン・オールマンの存命時代に録音された1曲だった。1971年10月下旬にオールマンが交通事故で亡くなってしまう。1972年11月には、ベース担当のベリー・オークリーもバイク事故で亡くなる。。サザンロックのブームは、1973年にオールマンブラザーズバンドのアルバム『ブラザーズ・アンド・シスターズ』、大ヒット曲「ランブリンマン」や「ジェシカ」などの発売から始まった。二人の死後、ディッキー・ベッツがバンドの方向性を決め、カントリー・ロック寄りに変わった。
70年代に人気を博したグループはオールマン・ブラザーズ・バンドの他に、レーナード・スキナード、AOR寄りのスタイルを持つアトランタ・リズム・セクションがいた。
マーシャル・タッカー・バンドは、フルート、サキソフォーン、カントリー・ロックの要素を含んだ音楽で知られ、1977年に「ハード・イット・イン・ア・ラブ・ソング」が売れた。
サザンロックがブームだった時代に登場したバンドは、ウェット・ウィリー、ZZトップらだった。彼らの音楽はブギーやブルースロック、間奏のリード・ギターを強調した音と、アウトロー・カントリーのような南部の労働者階級の若者の価値観や希望を反映した歌詞が持ち味だった。
ブラックフットは、ハードなサウンドを前面に押し出し、1979年に「ハイウェイ・ソング」のヒットを放った。
1980年代にはアウトローズ、38スペシャル、ジョージア・サテライツ、ファビュラス・サンダーバーズらがヒットを出した。

## 代表的なミュージシャン

### 1960年代（黎明期）
- サー・ダグラス・クインテット[注 3] Sir Douglas Quintet（テキサス州）
- ボックス・トップス（テネシー州出身）
- トニー・ジョー・ホワイト[注 4] Tony Joe White（ルイジアナ州）
- デイル・ホーキンス[注 5] Dale Hawkins（ルイジアナ州）

### 1970年代、80年代
ジョージア州出身
- オールマン・ブラザーズ・バンド[注 6] The Allman Brothers Band
- デュエイン・オールマン[注 7] Duane Allman
- アトランタ・リズム・セクション[注 8] The Atlanta Rhythm Section (AOR寄りのスタイル)
- グラインダー・スウィッチ Grinderswitch
- ジョージア・サテライツ The Georgia Satellites (80年代後半に登場、ロックンロール色が非常に強い)
- シー・レヴェル Sea Level

フロリダ州出身
- レーナード・スキナード Lynyrd Skynyrd
- ジ・アウトロウズ The Outlaws (ハードなカントリー・ロックを得意とした)
- モリー・ハチェット Molly Hatchet (豪快なトリプル・リード・ギターが特長)
- ブラックフット Blackfoot (ハード・ロック色の強いサウンドを持つ)
- ザ・ロッシントン-コリンズ・バンド The Rossington-Collins Band
- 38スペシャル 38 Special (80年代にポップでキャッチーなヒット曲を出した)

アラバマ州出身
- ウェット・ウィリー Wet Willie
- アラバマ　Alabama (カントリ・シーンで人気)

アーカンソー州出身
- ブラック・オーク・アーカンソー BlackOak Arkansas (トミー・アルドリッジが在籍していた)

テキサス州出身
- ジョニー・ウィンター
- エドガー・ウィンター・グループ Edgar Winter Group
- スティーヴィー・レイ・ヴォーン
- ファビュラス・サンダーバーズ
- ブラッドロック Bloodrock
- ZZトップ ZZ Top
- ポイント・ブランク（英語版） Point Blank

テネシー州出身
- ベアフット・ジェリー　Barefoot Jerry

サウスカロライナ州出身
- マーシャル・タッカー・バンド

ミシシッピー州出身
- パイレーツ・オブ・ミシシッピ
- ノース・ミシシッピ・オール・スターズ

ルイジアナ州出身
- ルルー　LeRoux

ノースカロライナ州出身
- チャーリー・ダニエルズ・バンド Charlie Daniels Band（カントリー色が濃い）

### 1990年代 〜 現在
- デイヴ・マシューズ・バンド（ヴァージニア州）
- デレク・トラックス・バンド Derek Trucks Band
- テデスキ・トラックス・バンド Tedeschi Trucks Band
- ブラック・クロウズ The Black Crowes
- ジョニー・ヴァン・ザント・バンド
- ブラックベリー・スモーク Blackberry Smoke
- ガヴァメント・ミュール Gov't Mule
- サニー・ランドレス（ルイジアナ州）
- ケニー・ウェイン・シェパード（ルイジアナ州）
- フーティー・アンド・ザ・ブロウフィッシュ (サウス・カロライナ州)

### プログレ/ジャズ・ロック
- ワイドスプレッド・パニック Widespread Panic
- ディキシー・ドレッグス Dixie Dregs

### 南部音楽に影響を受けたミュージシャン
南部11州出身ではないが、南部の音楽に強い影響を受けている。
- クリーデンス・クリアウォーター・リバイバル Creedence Clearwater Revival（CCR。カリフォルニア州）
- ジョン・フォガティ
- ジョージ・サラグッド&ザ・デストロイヤーズ
- ローリング・ストーンズ
- エルヴィン・ビショップ
- レオン・ラッセル
- デラニー&ボニー
- オザーク・マウンテン・デアデビルズ（ミズーリ州）
- フォガット  (イギリスのバンド。アメリカでも人気を得た)
- ジョー・コッカー
- エリック・クラプトン
- ケンタッキー・ヘッドハンターズ　(カントリー・バンド。サザン・ロック色が濃い)
- ザ・バンド The Band（メンバー5人の内4人は、カナダ出身）
- ソーシャル・ディストーション (カリフォルニア州。パンク・ロック・バンドだが、ブルース、カントリー・ミュージックの要素を含んだアルバムをリリースした事がある)